# 硫酸カリウム
硫酸カリウム（りゅうさんカリウム、potassium sulfate）は化学式 K2SO4 の無機化合物である。硫酸カリ、硫加（リュウカ）とも呼ばれる。不燃性の白色結晶塩で、水には溶けるがアルコールには溶けない。天然にはアルカナイトとして存在するが、これは存在度の低い鉱物である。工業的には塩化カリウムを硫酸と熱するか、キーゼリット(硫酸マグネシウム鉱石）と塩化カリウムの複分解によってつくる。カリウムと硫黄を提供することから、化学肥料として広く使われている。

## 歴史
14世紀初期の時点で硫酸カリウムは発見済みであった。当時、グラウバー、ボイルやタケニアスが検討している。17世紀、酸性塩とアルカリ塩の混合物としてarcanuiあるいはsal duplicatum と名付けられていた。医薬品としてグラゼルが調合・処方して以降はvitriolic tartar and Glaser's saltやsal polychrestum Glaseriとしても知られていた。

## 用途
ミョウバンの原料とされ、またカリ肥料として重要である。吸湿性は低く保存や配合時に取り扱いやすいという利点がある。配合肥料のカリウム源としてよい。土壌酸性化の度合は塩化カリウムより低い。
淡灰白色-淡黄白色の結晶で、肥料として日本で使用されている硫酸カリウムは、水溶液性カリ K2O を48-50%を含有（カリウム保証成分 50 %）する物がほとんどである。一方、塩化カリウム（略称 塩加、エンカ）はカリウム保証成分 60 % のものが主流である。
化学肥料のカリウム源としては、硫酸カリウムと塩化カリウムがほとんどである。他にもサルポマグ（硫酸カリ苦土）、水酸化カリウム、硝酸カリウム、炭酸カリウム（草木灰における主なアルカリ分）などが使用されるが、価格が高いため、化学肥料としては使用量が少ない。
硫酸カリウムは塩化カリウムよりも高価である（成分価で 10 % 程度）。しかし、畑作物に使用した場合、肥料としての効果が塩化カリウムと比べると優れており（イモにおいては塩化カリウムの様に筋っぽくならない等）、農家での使用が多い。カリウム源としては、硫酸カリウムと塩化カリウムに差は無いが、複塩として含まれる硫酸イオンと塩化物イオンは作物に対しての効果が異なる。硫酸イオンは、それ自体が肥料成分として作物に吸収利用される。塩化物イオンは肥料成分としての効果は期待できない。特に葉たばこ用の肥料としては塩化物イオンは嫌われるので（塩化物イオンがたばこの葉に多いと火のつきが悪くなる）たばこ用の肥料は硫酸カリウムが用いられる。
硫酸カリウムを原料に使用した肥料は塩化カリウム肥料より高価であるため、硫酸カリウム使用ということ自体が商品のセールスポイントになる。肥料名が『○○化成 S○○○』となっていた場合、肥料名のSは硫酸カリウム使用であることを示す。